# ۳۶ عقاب
۳۶ عقاب یک ستاره است که در صورت فلکی عقاب قرار دارد.